# 楪望
楪 望（ゆずりは のぞみ、1986年10月3日 - ）は、AbemaNewsキャスター。日本のフリーアナウンサー。元テレビ大阪アナウンサー。元広島ホームテレビアナウンサー。広島県広島市出身。広島県観光特使に就任。2019年3月からPanasonic Bike親善大使。

## 来歴
千葉県木更津市で出生して4歳下の弟と広島県広島市で育つ。血液型はAB型、身長は156cm。
広島大学附属東雲小学校、安田女子中学校、広島市立美鈴が丘高等学校を経て、横浜国立大学教育人間科学部へ進学した。
大学在学中にテレビ朝日アスクへ通いながら、2008年1月から「女子大生レポーター」としてテレビ神奈川の情報番組『みんなが出るテレビ』に、大学同級生の副島優子らとともに加入して8月まで担当し、5月から4ヶ月間はウェザーニュース「おは天」に中国と四国エリア担当キャスターとして出演して「涙の女子大生レポーター」のキャッチフレーズで親しまれた。2008年ミス横浜国立大学ファイナリスト。
2010年3月にアナウンサーとして広島ホームテレビへ入社。しかし2011年3月31日付で退社する。
同年4月1日付でテレビ大阪の契約アナウンサーに就任。
2014年3月31日に契約期間満了でテレビ大阪退社し、フリーアナウンサーとなる。2016年3月31日をもって所属していたオフィスキイワードを離れた。
以降は『AbemaTV』でニュースリポーターを務めるほかに、『報道ステーション』などテレビ朝日の報道番組でリポーターを務めることもある。
2024年4月2日、結婚を発表した。

## 人物
のん、のんちゃん、ゆず、ゆずちゃんなどの愛称で親しまれている。小学生のときに広島市民球場でカープ戦のヒーローインタビューを見てアナウンサーを志し、津田恒実投手に倣って「笑顔に勝る化粧なし」、「弱気は最大の敵」を座右の銘とするほどにカープファンを自認している。
スポーツ全般を好み、硬式テニスは中学高校時代に全国大会へ3回出場して大学の部活動で副将を務め、腹筋運動とバッティングセンター通いを趣味に、硬式テニスと書道を特技にあげており、 英検準1級、小学校教諭普通免許状、日本テニス協会B級公認審判員、ニュース時事能力検定2級にそれぞれ合格している。
自分と同じ10月3日生まれのうさぎはロコ、チワワとキャバリア・キング・チャールズ・スパニエルのMIX犬はウォルト、とそれぞれ名付けて可愛がっている。また、犬にカープグッズの小型犬デニムスタジャンを着せてお散歩している。

## 出演番組

### 現在
- AbemaNews（AbemaTV） - けやきヒルズ（リポーター）

- ABEMANEWS 9時-18時（月・火・金） ニュースキャスター

### 過去
学生時代
- みんなが出るテレビ（2008年1月15日 - 7月30日、テレビ神奈川）女子大生リポーター
- おは天（2008年5月1日 - 8月31日、ウェザーニュース）中国・四国エリアキャスター
- U・LA・LA@7（2009年10月1日 - 2009年12月28日、TOKYO MX）金曜担当 学生アナウンサー
- 日本の設計図（2009年4月4日 - 2010年3月、朝日ニュースター）

広島ホームテレビ時代
- HOME Jステーション（2010年3月30日 - ）リポーター
- ANN スーパーJチャンネル（土曜日曜午後5:30～5:55）ローカルニュース
- ワイド!スクランブル（月～金午前11:42～11:45）ローカルニュース
- HOME NEWS 24:40（月～金深夜0:40～0:46）

テレビ大阪時代
- ニュースBIZ（2011年4月 - 2013年3月、木・金曜担当）
- きらきらアフロ年末スペシャル
- 全力!!虎中継（2013年7月30日、阪神対中日戦中継の副音声MC）
- 池上彰の総選挙ライブ（日本維新の会の選挙事務所から中継）
- おとな旅あるき旅（2011年4月 - 2015年3月） ※テレビ大阪退社後も継続出演
- 大阪発しゃべるランチタイム なにしよ!?（月・火・金曜担当）
- NEWSα（不定期）
- たかじんNOマネー ～人生は金時なり～（2013年8月31日・11月16日、2014年2月15日） ※黒田の白熱教室、外国人教室のレポーター

フリーアナウンサー時代
- そこまで言って委員会NP（2017年9月24日、読売テレビ）
- 有田哲平の夢なら醒めないで（2018年7月31日、TBSテレビ）
- カープ道（広島ホームテレビ）
  - #131 #132「教えて!!カープ女子の皆さん、今シーズンの楽しみ方」（2019年2月20日・27日）
  - #139 #140「カープ道的!!カープ平成史を振り返る!」（2019年4月17日・24日）
  - #141「令和○年、未来のカープを妄想しよう」（2019年5月8日）

- Abema x GLOBE（2017年12月9日 - 2018年4月7日、AbemaTV） - ナレーション
- Abemaキャスターpresents スマホで初日の出 2018（2018年1月1日、AbemaTV） - MC
- AbemaTV×Twitter特番！平成から令和へ 25時間テレビ（2019年4月30日、AbemaTV）- コーナーMC
- SNSのトレンド深掘り！バズりワード2023（2023年12月31日、ABEMA）- MC[10]

## その他
- CanCam 2010年8月号掲載（小学館）
- 田中里奈 Rina　友情出演（学習研究社）
- B.L.T.連載
- FLUSH企画　関西3局「看板女子アナ」の美脚に目が釘づけ！（センターポジション）